# 495 (numero)
Quattrocentonovantacinque (495) è il numero naturale dopo il 494 e prima del 496.

## Proprietà matematiche
- È un numero dispari.
- È un numero composto con i seguenti 12 divisori: 1, 3, 5, 9, 11, 15, 33, 45, 55, 99, 165, 495. Poiché la somma dei suoi divisori è 441< 495, è un numero difettivo.
- È un numero palindromo nel sistema numerico binario, nel sistema di numerazione posizionale a base 8 (757), a base 12 (353), a base 19 (171) e in quello a base 32 (FF). In quest'ultima base è altresì un numero a cifra ripetuta.
- È un numero fortunato.
- È un numero congruente.
- È parte delle terne pitagoriche (100, 495, 505), (156, 495, 519), (264, 495, 561), (297, 396, 495), (308, 495, 583), (432, 495, 657), (495, 660, 825), (495, 840, 975), (495, 952, 1073), (495, 1188, 1287), (495, 1472, 1553), (495, 1596, 1671), (495, 2200, 2255), (495, 2700, 2745), (495, 3696, 3729), (495, 4524, 4551), (495, 4888, 4913), (495, 8160, 8175), (495, 11132, 11143), (495, 13608, 13617), (495, 24500, 24505), (495, 40836, 40839), (495, 122512, 122513).
- È un numero malvagio.
- È l'equivalente della Costante di Kaprekar per i numeri a tre cifre.

## Astronomia
- 495 Eulalia è un asteroide della fascia principale del sistema solare.
- NGC 495 è una galassia spirale della costellazione dei Pesci.

## Astronautica
- Cosmos 495 è un satellite artificiale russo.